# 伊先基夫卡
50°7′39″N 34°21′6″E / 50.12750°N 34.35167°E
伊先基夫卡（烏克蘭語：Іщенківка），是烏克蘭中部的村莊，隸屬波爾塔瓦州的波爾塔瓦區。該村處於格倫河右岸，分別距離什利夫卡2公里和傑伊卡利夫卡3.5公里，面積0.51平方公里，海拔高度115米，2001年人口25。